# Giffard Le Quesne Martel
Giffard Le Quesne Martel (Millbrook, 10 ottobre 1889 – Camberley, 3 settembre 1958) è stato un militare britannico.

## Biografia
Dopo aver ricoperto dal 1936 la carica di  direttore assistente della meccanizzazione presso l'Ufficio della guerra, nel dicembre 1940 venne nominato da sir John Dill comandante del  Reale corpo corazzato (R.A.C.).
Fu a capo della commissione militare britannica che venne inviata a Mosca nella primavera del 1943 per concordare con i sovietici le mosse alleate nella successiva stagione. Martel consigliò i membri dello stato maggiore sovietico di non aprire l'offensiva, ma di lasciarla ai tedeschi, che in tal modo avrebbero logorato le loro formazioni corazzate. I sovietici finirono con l'accettare questa tesi, lasciando l'iniziativa ai tedeschi, che attaccarono sul saliente di Kursk il 5 luglio, ma furono bloccati e costretti a ripiegare.
Dopo la guerra divenne generale di corpo d'armata.
È autore dell'opera Our Armoured Forces.